# 生活在别处
《生活在别处》（英语：Life Is Elsewhere，捷克语：Život je jinde）是捷克作家米兰·昆德拉于1969年完稿的捷克语作品，1973年于法国以法语译本出版。本书背景设定在在二战前后的捷克斯洛伐克，讲述了诗人雅罗米尔短暂的，却又充满戏剧的一生。

## 主要人物
- 雅罗米尔（诗人）
- 克萨维尔
- 玛曼（诗人的母亲）